# کماندوها (فیلم)
کماندوها (انگلیسی: Commandos) یک فیلم جنگی ایتالیایی-آلمانی است که در سال ۱۹۶۸ منتشر شد. از بازیگران آن می‌توان به لی وان کلیف، جک کلی، مارینو مازه، و اتو اشترن اشاره کرد.